# Gripopteryx pilosa
Gripopteryx pilosa är en bäcksländeart som beskrevs av Froehlich 1990. Gripopteryx pilosa ingår i släktet Gripopteryx och familjen Gripopterygidae. Inga underarter finns listade i Catalogue of Life.